# أسيروس (ثيسالونيكي)
أسيروس (Άσσηρος كان اسمها Γιουβέσνα غيوفيسنا قبل عام 1926)، هي قرية وبلدية سابقة في مقاطعة سالونيك في اليونان. أصبحت جزءًا من بلدية لانكاداس. سجل تعداد عام 2011 عدد سكان قرية أسيروس 1,975 ساكنًا، و 2,216 ساكنًا في الكومونة و3،861 ساكنًا في الوحدة البلدية. تبلغ مساحة كومونة أسيروس 55.369 كيلومترًا مربعًا، بينما تغطي الوحدة البلدية المعنية مساحة 76.657 كيلومترًا مربعًا.
يقع بها تل أسيروس، وهو تل استيطاني عمره 4000 عام، داخل أراضي أسيروس الحديثة. ساهمت أعمال التنقيب في هذا الموقع بين عامي 1975 و 1989 بشكل كبير في فهم طبيعة الاستيطان والمجتمع والاقتصاد والثقافة المادية في مقدونيا ما قبل التاريخ. كما قدمت الأبحاث المتعلقة بالكربون المشع والبحوث الشجرية حول بناء الأخشاب وتواريخ الكربون المشع لعظام الحيوانات أحد التواريخ الدقيقة القليلة للانتقال من العصر البرونزي إلى العصر الحديدي في منطقة بحر إيجة حوالي عام 1070 قبل الميلاد.
وفقًا لإحصاءات الباحث البلغاري فاسيل كانشوف («مقدونيا، الإثنوغرافيا والإحصاء»)، كان يعيش في القرية 500 مسيحي يوناني و 360 تركي في عام 1900.